# Edmond Louveau
Pour les articles homonymes, voir Louveau.
Edmond Louveau, né le 4 août 1895 à Mamers et mort le 17 juin 1973 à Suresnes, est un résistant français, compagnon de la Libération. Vétéran de la première guerre mondiale, il devient ensuite fonctionnaire de l'administration coloniale et exerce diverses fonctions en Afrique. Au début de la Seconde guerre mondiale, il tente de rallier sa colonie à la France libre mais est arrêté par les autorités du régime de Vichy. Après plusieurs années de détention, il parvient à s'évader et à rejoindre le général de Gaulle à Londres. Après la guerre, il reprend ses fonctions dans l'administration coloniale avant de prendre sa retraite.

## Biographie

### Jeunesse
Edmond Louveau naît le 4 août 1895 à Mamers dans la Sarthe. Il entreprend des études de vétérinaire qui sont interrompues par la première guerre mondiale.

### Première Guerre mondiale
Incorporé au 1er régiment de chasseurs le 15 décembre 1914, il y fait ses classes avant d'être envoyé au front en mai 1915. Trois mois plus tard, il est muté au 115e régiment d'infanterie (115e RI) avec lequel il combat lors de la seconde bataille de Champagne,. De janvier à mai 1916, il est détaché au centre d'instruction des élèves-officiers à Joinville. Promu caporal le 1er mars 1916 puis sergent le 1er avril suivant, il passe aspirant le 5 mai, la veille de rejoindre son régiment dans le secteur de la main de Massiges,. Il participe ensuite à la bataille de Verdun puis stationne dans la Marne et la Somme avant de partir pour la Meuse où il combat en forêt d'Apremont,. Muté le 19 juin 1917 au 117e régiment d'infanterie (117e RI), il est promu sous-lieutenant le 27 juin suivant. Il combat dans la Marne au Mont Cornillet, dans le secteur des Marquises, au saillant Vidalet et au Mont-Haut,.
Désigné pour faire partie de l'armée d'orient, il est affecté au 35e régiment d'infanterie coloniale le 5 octobre 1918 et rejoint celui-ci en Serbie. Posté à Vélès où il apprend l'armistice du 11 novembre 1918, il stationne ensuite à Leskova, Deliblato, Orșova et Caransebeș,. Promu lieutenant le 19 juin 1919, il est rapatrié en France le 10 juillet et retrouve le 117e RI. Le 19 septembre 1919, il est mis en congé de démobilisation et rejoint la réserve du 115e RI.

### Entre-deux-guerres
Breveté de l'école coloniale, il part pour le Sénégal en 1921 et gravit les échelons de l'administration coloniale, exerçant tour à tour les fonctions de commandant de cercle, de conseiller à la cour et de chef de cabinet du gouverneur général,. Promu administrateur supérieur des colonies, il est muté en Haute-Côte d'Ivoire, anciennement Haute-Volta, en 1937.

### Seconde Guerre mondiale
Toujours en poste en Haute-Côte d'Ivoire pendant les premiers mois de la Seconde guerre mondiale, il entend le général de Gaulle prononcer l'appel du 18 juin 1940 et entreprend alors de rallier son territoire à la France libre. Cependant, alors que de nombreux jeunes officiers sont prêts à le suivre dans le camp de la résistance, les plus hautes autorités de la colonie restent fidèles au régime de Vichy et lui compliquent la tâche, d'autant qu'il ne dissimule pas ses convictions. Convoqué à Dakar en août 1940 par Pierre Boisson, gouverneur général de l'Afrique-Occidentale française, il est arrêté et incarcéré à la prison de Médina,. Transféré à Bamako, il est ensuite déplacé à Alger puis, le 24 décembre 1940, à la prison militaire de Clermont-Ferrand,.
En avril 1941, il est transféré à la prison de Gannat pour y être jugé par la cour martiale spéciale mise en place par le régime de Vichy. Condamné le 11 octobre 1941 aux travaux forcés à perpétuité et à la confiscation de ses biens, il retourne brièvement à Clermont-Ferrand avant d'être réemprisonné à Gannat en compagnie de Claude Hettier de Boislambert, d'Antoine Bissagnet, d'Alexandre Ter Sarkissoff et de Claude Guérin,. Le 2 décembre 1942, Les cinq hommes mettent en place un plan d'évasion. Ayant observé les tours de ronde de leur geôlier, de Boislambert, Bissagnet et un autre prisonnier parviennent à atteindre le toit de la prison puis le chemin de ronde où ils mettent en place des cordes pour rejoindre l'extérieur. Cependant, Edmond Louveau, diminué physiquement, avait renoncé à la tentative de crainte de ne pas pouvoir grimper à la corde et de retarder la sortie de ses camarades. Il s'occupe alors de divertir les gardes pendant que ses compagnons sortent de la prison. Ter Sarkissoff et Guérin restent également sur place. Reconnus coupables de complicité dans l'évasion de Boislambert et de Bissagnet, Edmond Louveau et ses compagnons sont transférés, par mesure de représailles et de sécurité, à la prison de Riom où ils rencontrent Jean de Lattre de Tassigny et Jean Zay,.
Après avoir aidé de Lattre à s'évader le 2 septembre 1943, Edmond Louveau prépare à nouveau sa propre évasion. Certains gendarmes et gardes de la prison, délaissant le régime vichyste, leur permettent de prendre contact avec l'armée secrète. Alexandre Ter Sarkissoff se charge des détails techniques de l'évasion. Contrairement à Gannat où la sortie se fit par les airs, l'évasion de Riom est prévue sous la terre : Louveau et ses compagnons ont repéré un souterrain reliant la prison au palais de justice voisin. Avec la complicité du comptable de la prison, ils parviennent à fabriquer des doubles des clés permettant d'ouvrir les portes de la galerie. Le 31 décembre 1943, le plan est mis à exécution. Le comptable ouvrant les portes du souterrain, Louveau, Ter Sarkissof et Claude Guérin sont pris en charge par des maquisards qui les mènent vers l'extérieur. Caché par la résistance du secteur de Clermont-Ferrand, il participe un temps aux actions de celle-ci puis travaille ensuite à Villeurbanne avec le chanoine Boursier. Ayant reçu l'ordre de rejoindre le général de Gaulle à Londres, il part pour Toulouse où il échappe de peu à une arrestation par la gestapo puis, depuis Pau, tente de rejoindre l'Espagne en traversant les Pyrénées,. Y parvenant à la seconde tentative, il est brièvement incarcéré par les autorités espagnoles mais peut rapidement reprendre sa route. Gagnant Madrid, il rejoint la Méditerranée et, en février 1944, arrive à Alger d'où il peut s'envoler vers Londres,. Fait Compagnon de la Libération en mai 1944, il est mobilisé dans l'infanterie coloniale avec le grade de chef de bataillon.

### Après-guerre
Après la capitulation de l'Allemagne, Edmond Louveau est démobilisé et retourne dans l'administration coloniale. S'envolant pour le Soudan français en 1946, il y exerce la fonction de gouverneur jusqu'en 1952 puis prend sa retraite en janvier 1953.
Edmond Louveau meurt le 17 juin 1973 à l'hôpital Foch de Suresnes,, et est inhumé à Villaines-la-Carelle dans son département natal.

## Hommages
- À Bamako, sur la place des gouverneurs, son buste figure parmi ceux des autres anciens gouverneurs du Soudan français.

## Publications
- Edmond Louveau, Au bagne : Entre les griffes de Vichy et de la milice, Bamako, Imprimerie du Soudan, 1947.

## Décorations
|  |  |  |
|  |  |  |
|  |  |  |

| Commandeur de la Légion d'honneur                           | Commandeur de la Légion d'honneur | Commandeur de la Légion d'honneur | Compagnon de la Libération                       | Compagnon de la Libération                       | Compagnon de la Libération                       | Croix de guerre 1939-1945 Avec une étoile de bronze | Croix de guerre 1939-1945 Avec une étoile de bronze | Croix de guerre 1939-1945 Avec une étoile de bronze |
| Croix de guerre 1939-1945                                   | Croix de guerre 1939-1945         | Croix de guerre 1939-1945         | Médaille de la Résistance française Avec rosette | Médaille de la Résistance française Avec rosette | Médaille de la Résistance française Avec rosette | Médaille des évadés                                 | Médaille des évadés                                 | Médaille des évadés                                 |
| Commandeur avec plaque de l'Ordre de l'Étoile noire (Bénin) |                                   |                                   |                                                  |                                                  |                                                  |                                                     |                                                     |                                                     |